# Хендрикс (округ)
Хе́ндрикс (англ. Hendricks County) — округ в штате Индиана, США. Официально образован в 1824 году. По состоянию на 2010 год, численность населения составляла 145 448 человек.

## География
По данным Бюро переписи США, общая площадь округа равняется 1 058,741 км2, из которых 1 053,898 км2 суша и 4,843 км2 или 0,460 % это водоёмы.

## Население
По данным переписи населения 2000 года в округе проживает 104 093 жителей в составе 37 275 домашних хозяйств и 29 074 семей. Плотность населения составляет 98,00 человек на км2. На территории округа насчитывается 39 229 жилых строений, при плотности застройки около 37,00-ми строений на км2. Расовый состав населения: белые — 96,71 %, афроамериканцы — 1,12 %, коренные американцы (индейцы) — 0,25 %, азиаты — 0,66 %, гавайцы — 0,03 %, представители других рас — 0,36 %, представители двух или более рас — 0,87 %. Испаноязычные составляли 1,12 % населения независимо от расы.
В составе 39,60 % из общего числа домашних хозяйств проживают дети в возрасте до 18 лет, 67,10 % домашних хозяйств представляют собой супружеские пары проживающие вместе, 7,70 % домашних хозяйств представляют собой одиноких женщин без супруга, 22,00 % домашних хозяйств не имеют отношения к семьям, 18,30 % домашних хозяйств состоят из одного человека, 6,60 % домашних хозяйств состоят из престарелых (65 лет и старше), проживающих в одиночестве. Средний размер домашнего хозяйства составляет 2,71 человека, и средний размер семьи 3,08 человека.
Возрастной состав округа: 28,00 % моложе 18 лет, 7,00 % от 18 до 24, 32,30 % от 25 до 44, 22,90 % от 45 до 64 и 22,90 % от 65 и старше. Средний возраст жителя округа 36 лет. На каждые 100 женщин приходится 100,60 мужчин. На каждые 100 женщин старше 18 лет приходится 99,40 мужчин.
Средний доход на домохозяйство в округе составлял 55 208 USD, на семью — 61 689 USD. Среднестатистический заработок мужчины был 43 820 USD против 29 340 USD для женщины. Доход на душу населения составлял 23 129 USD. Около 2,80 % семей и 3,60 % общего населения находились ниже черты бедности, в том числе — 3,20 % молодежи (тех, кому ещё не исполнилось 18 лет) и 7,40 % тех, кому было уже больше 65 лет.